# Google Drive
A Google Drive (ejtsd: gúgl drájv) egy fájlok tárolását, szinkronizálását és szerkesztését lehetővé tevő szolgáltatás, amelyet 2012. április 24-én jelentett be a Google.
A Google Drive létezésével kapcsolatos első pletykák már 2006 márciusában megjelentek.

## Tárhely
A Google Drive minden felhasználó részére 15 gigabájt ingyenes tárhelyet biztosít, a Google Fotók, a Gmail és a Google Drive között megosztott, extra tárterület vásárolható: 100 GB (690 Ft/hónap) vagy 200 GB (1090 Ft/hónap), havi előfizetéssel.

## Kliens
Léteznek a Chrome Web Store-ból telepíthető, harmadik fél által készített Google Drive-alkalmazások. Ezek a Chrome böngészőben futva az online fájlokon tudnak műveleteket végezni; képeket és videókat szerkeszteni, dokumentumokat aláírni, faxolni, folyamatábrákat készíteni stb.
A szolgáltatáshoz a fájlok szinkronizálását végző kliensprogram is tartozik, ez induláskor a következő operációs rendszereken volt hozzáférhető: Mac rendszereken Lion (10.7) és Snow Leopard (10.6); PC-n Windows XP, Windows Vista és Windows 7 alatt; Androidon (okostelefonok és táblagépek) Eclair és újabb (Android 2.1+); iPhone és iPad alatt iOS 3.0+ alatt – a Linux támogatásán még dolgoznak. Sundar Pichai, a Google-nél a Chrome fejlesztéséért felelős alelnök nyilatkozata szerint a Google Drive szolgáltatást szorosan integrálják majd a Chrome OS majdani 20-as verziójába. A kliensprogram a megjelenéskor csak angol nyelven volt elérhető.

## Története
A Google Drive indulását 2012. április 24-én jelentette be a Google. A szolgáltatás indulásával egyidejűleg a következő változások történtek: a Gmail ingyenes tárhelyét kb. 7 GB-ról (egyre növekvő) 10 GB-ra (egyre növekvő), a Docs korábbi 1 GB ingyenes tárhelyét pedig a Drive-ban 5 GB-ra emelték. Ugyanebben az időben a versenytársakéhoz szabták a tárhelycsomagok díjszabását; az új, éves helyett havi lebontású árak akár háromszor magasabbak is lehettek a korábbiaknál.